# Caralluma turneri
Caralluma turneri är en oleanderväxtart. Caralluma turneri ingår i släktet Caralluma och familjen oleanderväxter.

## Underarter
Arten delas in i följande underarter:
- C. t. turneri
- C. t. ukambensis